# Ред Бойз (футбольный клуб, Дифферданж)
«Ред Бойз» — прекративший существование футбольный клуб из города Люксембург.

## История
«Ред Бойз» был основан в 1907 году, через год после основания первого люксембургского клуба «Фола». В первые клуб принял участие в официальных соревнованиях в 1919 году во второй лиге.

В 20-30х годах «Ред Бойз» спорили за чемпионство с футбольным клубом Спора. После второй мировой войны клуб добился значительных успехов. Он является рекордсменов по количеству кубков, 15.

В 2003, после слияния с ФК «Дифферданж», был образован клуб «Дифферданж 03».

## Достижения
- Чемпионат Люксембурга по футболу
  - Чемпион (6): 1922/1923, 1925/1926, 1930/1931, 1931/1932, 1932/1933, 1978/1979
  - Вице-чемпион (10): 1926/1927, 1933/1934, 1934/1935, 1957/1958, 1973/1974, 1975/1976, 1979/1980, 1980/1981, 1983/1984, 1984/1985
- Кубок Люксембурга по футболу
  - Обладатель (15): 1924/25, 1925/26, 1926/27, 1928/29, 1929/30, 1930/31, 1933/34, 1935/36, 1951/52, 1952/53, 1957/58, 1971/72, 1978/79, 1981/82, 1984/85
  - Финалист (9):  1923/24, 1931/32, 1934/35, 1947/48, 1949/50, 1954/55, 1969/70, 1976/77, 1985/86

## Выступление в еврокубках
Ред Бойз 10 раз квалифицировался в еврокубковые соревнования.
- Кубок европейских чемпионов

Первый раунд (1): 1979/80
- Кубок обладателей кубков УЕФА

Первый раунд (3): 1972/73,1982/83, 1985/86
- Кубок УЕФА

Первый раунд (5): 1974/75, 1976/77, 1977/78, 1980/81, 1981/82, 1984/85